# Ophaalbrug (Bronneger)
De ophaalbrug bij Bronneger is een monumentale brug over het kanaal Buinen-Schoonoord gelegen even ten oosten van het Drentse dorp Bronneger.

## Geschiedenis
In de jaren 1926 tot 1930 werd het kanaal Buinen-Schoonoord aangelegd als een werkverschaffingsproject. Het kanaal zou een schakel vormen tussen het Oranjekanaal en het Stadskanaal. De exploitatie van het kanaal is geen succes geworden. Sinds 1966 heeft het kanaal geen scheepvaartfunctie meer, maar wordt nog alleen gebruikt ten behoeve van de recreatie. Nabij het dorp Bronneger werd in 1927 een ophaalbrug over het kanaal gebouwd. De weg over deze brug vormde de verbinding tussen enerzijds de dorpen Bronneger, Drouwen en Gasselte aan de westzijde van het kanaal en het dorp Buinen aan de oostzijde van het kanaal. De geklonken ijzeren ophaalbrug is in de zeventiger jaren van de 20e eeuw gerenoveerd. De brug is nog geheel intact, maar het bedieningsmechaniek voor de ophaalfunctie is verwijderd.

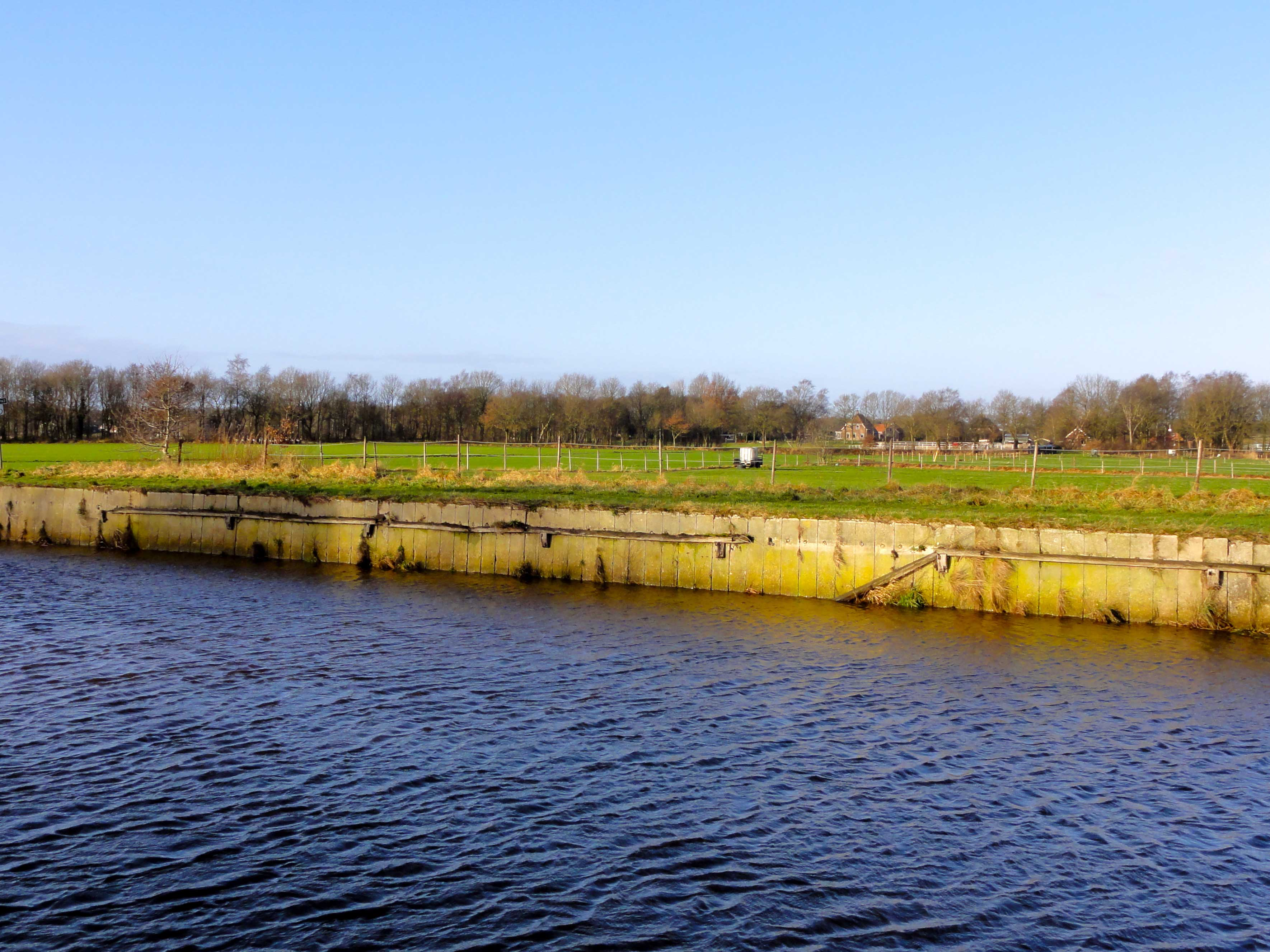
De restanten van de los- en laadkade nabij de ophaalbrug bij Bronneger in 2012

Nabij de brug bevinden zich de restanten van de vroegere los- en laadkade. Op nog geen 500 meter afstand van deze kade bevond zich het Station Drouwen aan de Spoorlijn Zwolle - Stadskanaal van de Noordoosterlocaalspoorweg-Maatschappij, waarover tot 1964 nog goederen werden vervoerd.
De brug is erkend als een provinciaal monument onder meer vanwege de cultuurhistorische-, civieltechnische- en stedenbouwkundige waarde. De brug is een voorbeeld van de wijze waarop in die tijd infrastructurele voorzieningen werden gerealiseerd. Ook de beeldbepalende ligging in het dal van de Hondsrug, het tamelijk gave karakter en de vrij grote mate van zeldzaamheid hebben een rol gespeeld bij de erkenning tot monument.